# Horst Kurnitzky
Horst Kurnitzky (Berlín, 1938 - 5 de març de 2021) va ser un filòsof, estudiós de les religions i arquitecte alemany que visqué a cavall entre Mèxic i Berlín.

## Biografia
Kurnitzky va estudiar filosofia, sociologia, literatura alemanya i ciències religioses a la Universitat de Frankfurt i a la Universitat Lliure de Berlín amb Theodor Adorno, Max Horkheimer, Klaus Heinrich i Peter Szondi, entre d'altres. Es va doctorar el 1974 amb una tesi sobre Die Triebstruktur des Geldes.
Kurnitzky va treballar com a arquitecte i va ensenyar a la Universitat Lliure de Berlín, a la Universitat Nacional Autònoma de Mèxic i a la Universitat Autònoma Metropolitana. També va ser consultor en universitats i governs de Bolívia, Xile i l'Equador. Kurnitzky ha publicat articles i assaigs a les revistes Freibeuter, Kursbuch, Lettre International i Frankfurter Rundschau.

## Obra publicada
- Versuch über Gebrauchswert: Zur Kultur des Imperialismus. Wagenbach, Berlin, 1970.
- Triebstruktur des Geldes: Ein Beitrag zur Theorie der Weiblichkeit. Wagenbach, Berlin, 1974.
- Ödipus: Ein Held der westlichen Welt. Wagenbach, Berlin, 1978.
- Presioso Dinheiro, Amor Verdadeiro: diálogo entre um racionalista e um realista. Apáginastantas, Lisboa, 1985.
- Der heilige Markt: Kulturhistorische Anmerkungen. Suhrkamp, Frankfurt am Main, 1994.
- Die unzivilisierte Zivilisation: Wie die Gesellschaft ihre Zukunft verspielt. Campus, Frankfurt am Main, 2002.
- Extravíos de la antropología mexicana. Fineo, México, D.F. - Monterrey, N.L., 2006.
- Museos en la sociedad del olvido. Consejo Nacional para la Cultura y las Artes, México, D.F., 2013.
- Extravíos de la antropología mexicana. Kindle Direct Publishing, KDP, 2017.
- Querido dinero: Amor verdadero!, Una conversación entre un economista y un antropólogo. Kindle Direct Publishing, KDP, 2017.
- Der heilige Markt. Kindle Direct Publishing, KDP, Zweite Auflage, 2018.
- La Estructura libidinal del Dinero. Kindle Direct Publishing, KDP, 2019.